# Service d'accompagnement médico-social pour adultes handicapés
Un service d'accompagnement médico-social pour adultes handicapés (SAMSAH) est, en France, une structure composée d'intervenants divers : psychologues, kinésithérapeutes, ergothérapeutes, psychomotriciens, infirmiers, médecins, équipes sociales, assistantes sociales. Ces professionnels ont des missions de suivi médical et social, de réinsertion sociale et professionnelle. L'orientation vers cette structure est soumise à l'avis d'une commission des droits de l'autonomie.

## Textes réglementaires
Les missions des services d'accompagnement à la vie sociale et des services d'accompagnement médico-social pour adultes handicapés sont définies par le décret n° 2005-223 du 11 mars 2005.

## Fonctionnement
Un SAMSAH fonctionne avec ou intègre en son sein un service d’accompagnement à la vie sociale (SAVS),.

## Objectifs
Dans un cadre médico-social adapté à la personne adulte en situation de handicap avec les soins et un accompagnement médical coordonné, il s'agit de :
- maintenir les personnes handicapées adultes dans leur milieu de vie ;
- les accompagner temporairement ou au quotidien ;
- leur apporter un accompagnement social : les accompagner dans diverses démarches de nature administrative, ou professionnelle[4].

Les personnes accueillies ou accompagnées par un SAMSAH bénéficient des mêmes garanties juridiques de respect de leurs droits fondamentaux que toute personne accueillie ou accompagnée dans tout établissement ou service social et médico-social (ESSMS).